# Regius Professor of Anatomy (Aberdeen)
Der Regius Professor of Anatomy ist eine 1863 durch Königin Victoria gestiftete Regius Professur für Anatomie an der University of Aberdeen. Der Lehrstuhl wird seit 1993 nicht mehr besetzt. Die Professur selbst war schon 1839 am Marischal College gegründet und besetzt worden. Bei der erzwungenen Vereinigung von King’s College und Marischal zur University of Aberdeen wurde die Professur zur Regius Professur.
Neben dieser Anatomie-Professur gibt es noch eine Regius-Professur für Anatomie an der University of Glasgow.

## Professors of Anatomy
| Name                     | Namenszusatz | von  | bis  | Anmerkung |
| ------------------------ | ------------ | ---- | ---- | --- |
| Allen Thomson            |              | 1839 | 1841 | Nach mehreren Jahren als Dozent für Anatomie und als Arzt in Edinburgh wurde Thomson der erste Professor für Anatomie am Marischal College in Aberdeen. Er zog sich 1841 von der Professur zurück, um seine Lehrtätigkeit an der University of Edinburgh fortzusetzen. Ab 1848 besetzte er den Regius Chair of Anatomy an der University of Glasgow für 29 Jahre. |
| Alexander Jardine Lizars |              | 1841 | 1863 | Lizars war der erste Professor der 1860 durch Vereinigung von Marischal College und King’s College geformten Universität Aberdeen. 1863 wurde er wegen seiner zwanghaften Trinkgewohnheiten gezwungen, sich von der Professur zurückzuziehen. |

## Regius Professors of Anatomy
| Name                    | Namenszusatz                             | von  | bis           | Anmerkung |
| ----------------------- | ---------------------------------------- | ---- | ------------- | --- |
| John Struthers          | Esq., M.D.,                              | 1863 | 1889          | Struthers übernahm neugegründete Regius Professur nach einer Tätigkeit in der Edinburgh Royal Infirmary in einer allgemeinen Umstrukturierung. Eine seiner Maßnahmen war die Aktualisierung einer anatomischen Ausstellung zu Lehrzwecken. Seine Beiträge der vergleichenden Anatomie finden sich bis heute in der Sammlung anatomischer und zoologischer Präparate. 1898 wurde Struthers geadelt. |
| Robert Reid:242         | MBCM                                     | 1889 | 1925          | Reid studierte unter seinem Amtsvorgänger Struthers und übernahm dort auch eine Assistenzstelle.:242 Der geschickte Anatom erweiterte die Sammlung des Museums erheblich. Seine wichtigsten Arbeiten betrafen Schädel, wo Reid’s Line nach ihm benannt wurde sowie das Gehirn, dass er in verschiedenen Arbeiten behandelte.:242 |
| Alexander Low           | M.A., M.D., LL.D.                        | 1925 | 1938          | Lows frühe Arbeiten über die Entwicklung des Unterkieferknochens brachten ihm internationale Reputation ein. Low verdankt die Universität eine hervorragende Sammlung von Unterkieferknochen bronzezeitlicher Menschen. |
| Robert Douglas Lockhart | M.D., Ch.M.                              | 1938 | 30. Sep. 1964 | Vor seiner Ernennung hatte Lockhart an der University of Birmingham gelehrt. Zur Professur gehörte damals die Ehren-Kuratorschaft des anatomischen Museums. Wie schon seine Vorgänger Struthers und Reid erweiterte er die Sammlung des anatomischen Museums der Universität. Sein wichtigstes Buch war das 1959 veröffentlichte, gemeinsam mit Gilbert F. Hamilton und Forest William Fyfe verfasste „Anatomy of the Human Body“, das mehrere Auflagen in mehreren Sprachen erlebte. Privat entwickelte Lockhart eine Passion für Rhododendren, für die er ein anerkannter Experte war und sogar eigene Züchtungen erzeugte. |
| David Cecil Sinclair    | Esq., M.B., Ch.B., M.D., M.A.            | 1964 | 1976          | Sinclair entwickelte den Lehrplan weiter und führte ab 1965 eine regelmäßige Gedenkzeremonie für diejenigen ein, die ihren Körper der Wissenschaft stifteten. |
| Edward John Clegg       | Esq., M.B., Ch.B., Ph.D., M.D., F.I.Biol | 1976 | 1993          | Clegg war der letzte Regius Professor of Anatomy. Er war eine anerkannte Autorität zur historischen Demographie isolierter Populationen. |
| nicht besetzt           |                                          | 1993 |               | |